# MAN A05
De MAN A05 is een busserie, geproduceerd door de Duitse busfabrikant MAN van 1993 tot 1998. De MAN A05 was ontworpen aan de hand van zijn voorganger MAN NM 152. In 1993 kreeg de NM 152 een aantal aanpassingen en werd vanaf toen MAN NM 152 (2) genoemd. Later werd deze naam gewijzigd in MAN A05 vanwege het chassis. Door de introductie van de Euro 2-motoren kwamen ook de nieuwe typeaanduidingen NM 192 en NM 222, zo genoemd vanwege het vermogen van de motor. In 1997 werd de A05 afgelost door de NM 223 en in 1998 werd de productie volledig stilgelegd.

## Inzet
De bussen werden ingezet in verschillende landen. De meeste exemplaren kwamen voor in Duitsland, maar daarnaast zijn er verschillende exemplaren geëxporteerd naar o.a. Nederland. In Nederland werd de bus ingezet bij HTM Personenvervoer op met name lijn 27.
| Land      | Bedrijf             | Serie   | Aantal | Inzet                     | Opmerking     |
| --------- | ------------------- | ------- | ------ | ------------------------- | ------------- |
| Duitsland | VER                 | 261-263 | 3      | Metropoolgebied Rijn-Ruhr | Buiten dienst |
| Nederland | HTM Personenvervoer | 661-662 | 2      | Stadsdienst Den Haag      | Buiten dienst |